# EVO1
EVO1 je čtyřnápravová plně nízkopodlažní tramvaj vyvinutá a vyrobená českou Aliancí TW Team (Pragoimex, VKV Praha a Krnovské opravny a strojírny). Prototyp vznikl ve spolupráci s Dopravním podnikem hl. m. Prahy (DPP). S odkazem na název je typ přezdíván „Evička“.

## Popis
Vozidlo bylo odvozeno od dvoučlánkové tramvaje EVO2. Jedná se o plně nízkopodlažní motorový tramvajový vůz o délce 15 m, se dvěma otočnými podvozky a čtvermi dveřmi (první jsou jednokřídlé, ostatní dvoukřídlé). Salon pro cestující s kapacitou 158 míst (z toho 30 míst k sezení) je klimatizován.

## Prototyp
Hrubá stavba vozové skříně prototypu byla dovezena do Opravny tramvají DPP v prosinci 2014, jeho kompletace probíhala do června 2015. Vozidlo, stále v majetku Aliance TW Team, bylo označeno evidenčním číslem 0033 (v návaznosti na prototypy tramvají ČKD Tatra testované v Praze) a premiérově představeno 16. června 2015 v Ostravě na veletrhu Czech Raildays. V květnu 2015 byl s modelem vozové skříně tramvaje proveden v Krnovských strojírnách a opravnách crash test, který potvrdil předchozí matematické simulační výpočty pevnosti skříně.
V dalších měsících podstoupil vůz na pražské tramvajové síti zkoušky a homologační testy, přičemž počítalo se, že pro zkušební jízdy s cestujícími by tento žluto-černo-bílý prototyp mohl být k dispozici v říjnu 2015. Dne 16. září 2015 byl vůz mimořádně vypraven na linku 9 u příležitosti akce Zažij MHD jinak a Evropského týdne mobility. Zkušební provoz bez cestujících trval kvůli technickým komplikacím déle, než se očekávalo. Od 1. února 2016 byl prototyp nasazen do zkušebního provozu s cestujícími z domovské vozovny Strašnice, v pracovní dny na linku 6 a o víkendech na linky 5 a 7 Zkušební provoz měl trvat do konce srpna 2016 a vůz měl najet 4500 kilometrů.

## Dodávky tramvají
Podle výrobce by tato tramvaj mohla být atraktivní pro východní země. Možné však jsou dodávky i do Česka. Dopravní podnik hl. m. Prahy prohlásil, že o tento typ tramvají nemá zájem a ani neuvažuje o odkoupení prototypu.
Prototyp vozu nakonec v roce 2016 zakoupil Dopravní podnik měst Mostu a Litvínova. Vozidlo bylo do Mostu přivezeno 15. července 2016 a následně dostalo evidenční číslo 316.
V roce 2022 vyhrála lotyšská společnost Daugavpils Lokomotīvju remonta rūpnīca (DLRR, tj. Daugavpilská lokomotivní opravna) soutěž na dodávku čtyř vozů pro město Daugavpils, jejichž výroba a dodávka byla zajištěna českou společností Pragoimex, která poskytla vozy EVO1.
| Současný stát | Město           | Článek | Typ  | Roky dodávek | Počet vozů | Evidenční čísla při dodání | Poznámky | Zdroj  |
| ------------- | --------------- | ------ | ---- | ------------ | ---------- | -------------------------- | -------- | ------ |
| Česko         | Most – Litvínov | článek | EVO1 | 2016         | 1          | 316                        | prototyp | [ 12 ] |
| Česko         | Olomouc         | článek | EVO1 | 2018         | 5          | 211–215                    |          | [ 14 ] |
| Lotyšsko      | Daugavpils      | článek | EVO1 | 2023         | 4          | 022–025                    |          | [ 15 ] |

## Galerie

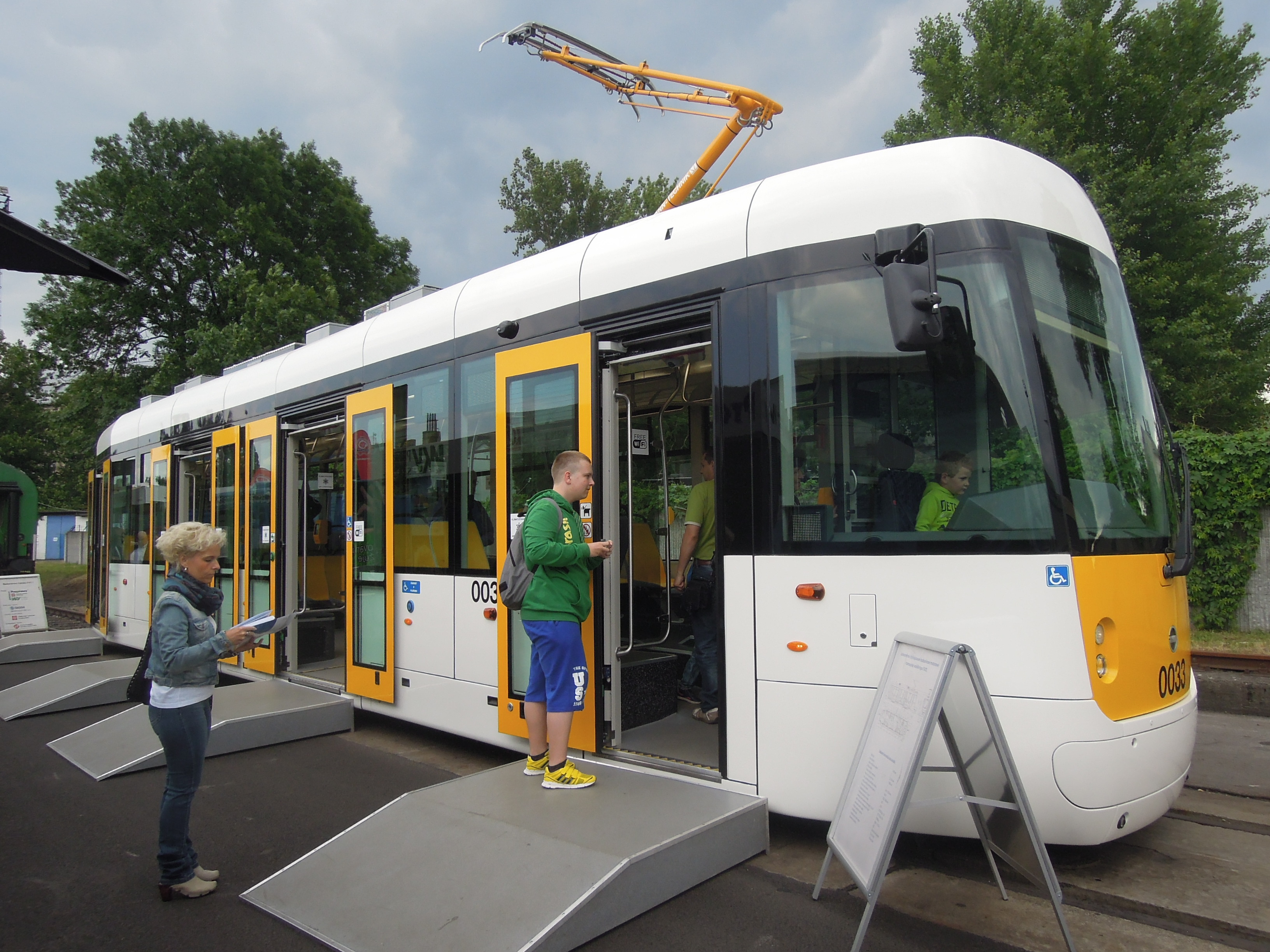
Prototyp tramvaje EVO1
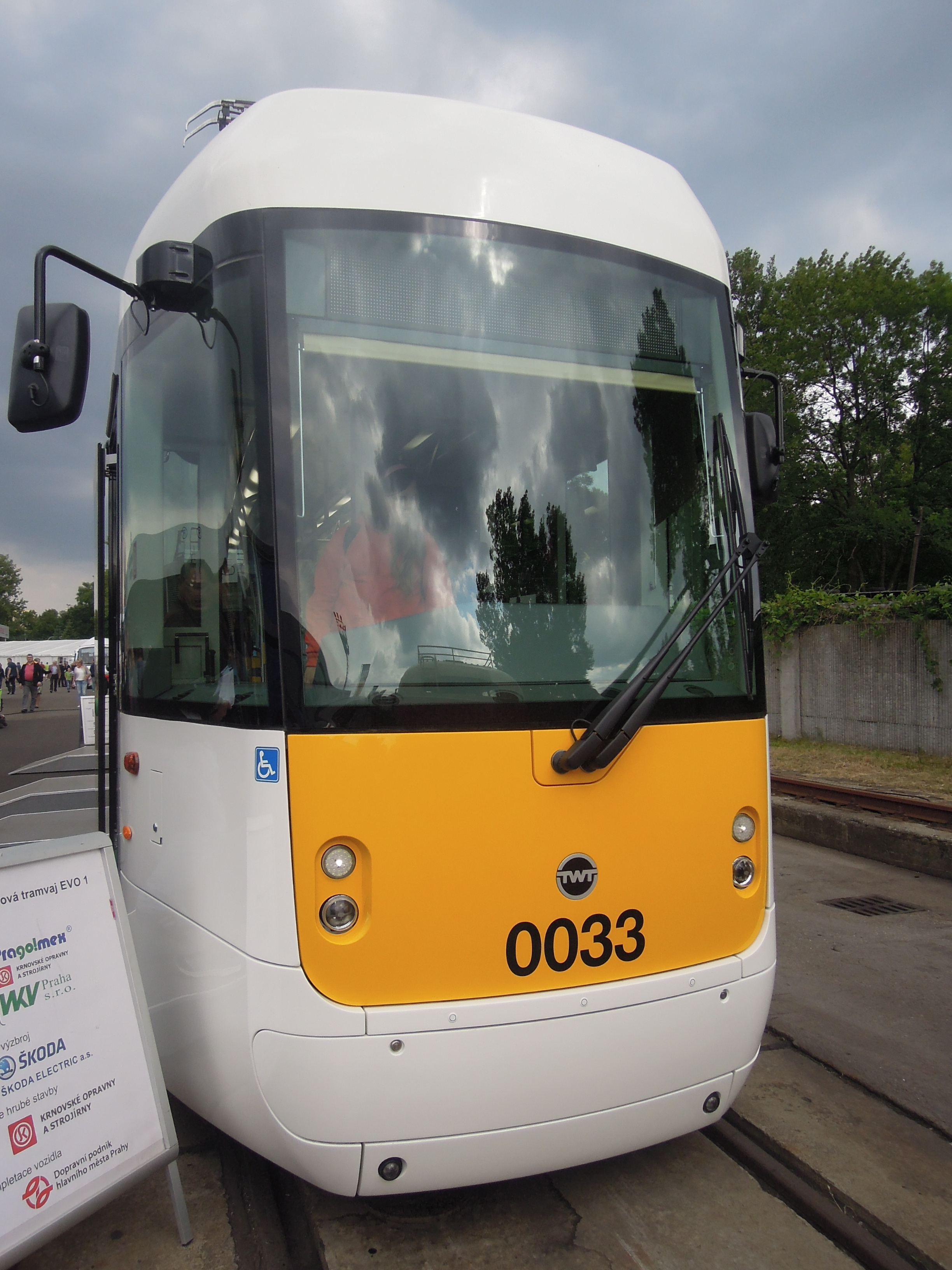
Čelní pohled
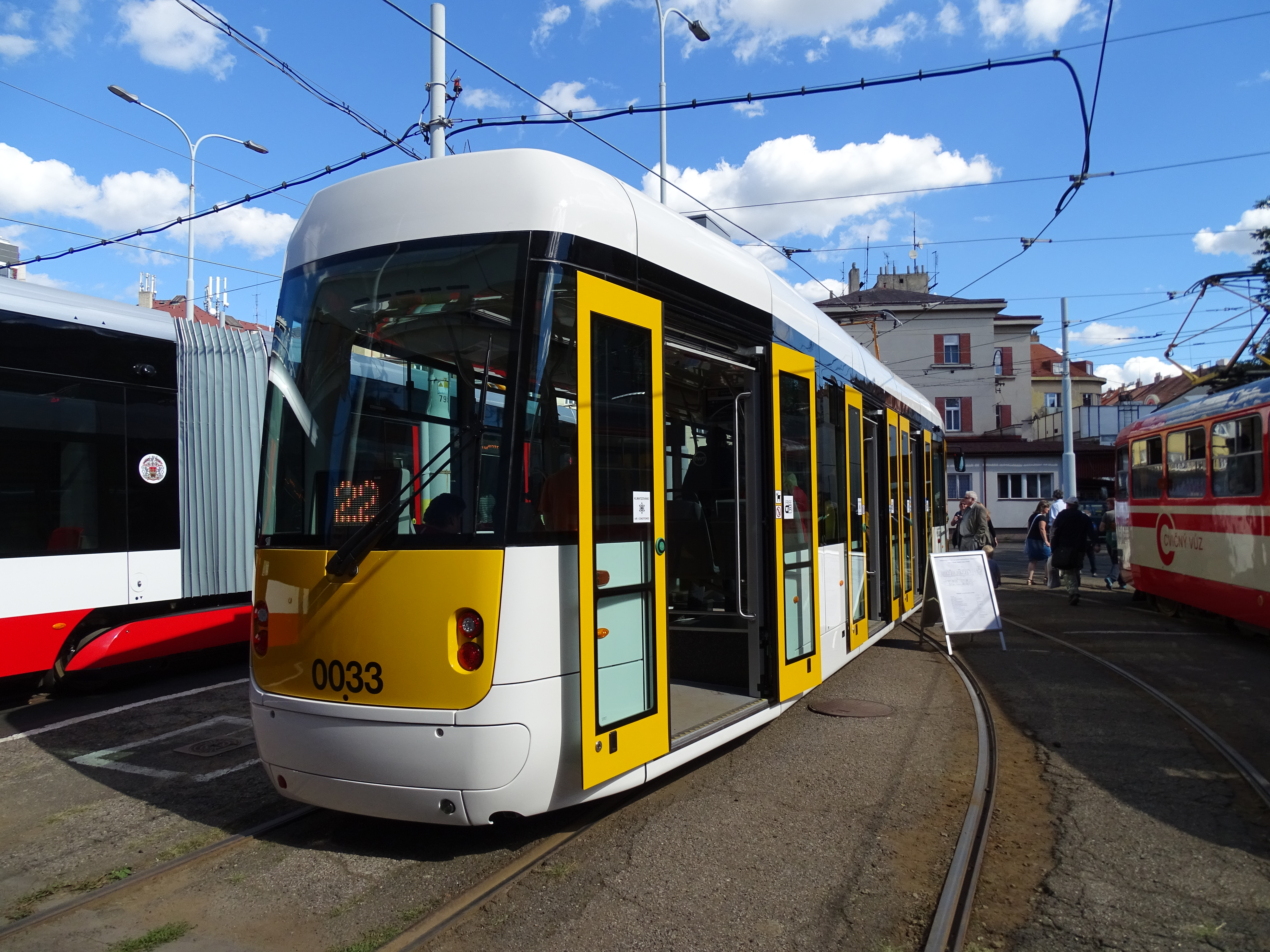
Zadní čelo vozu
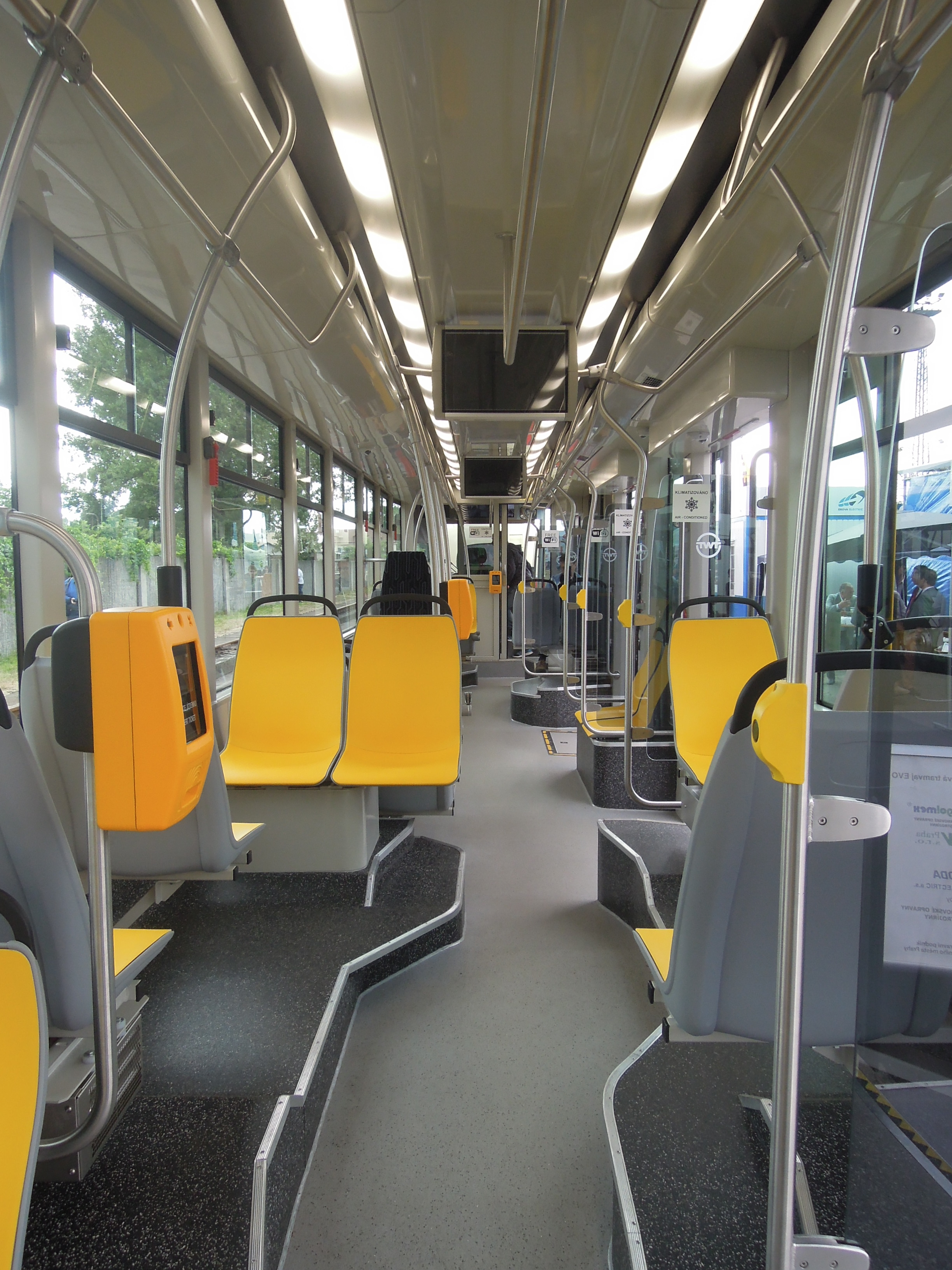
Interiér
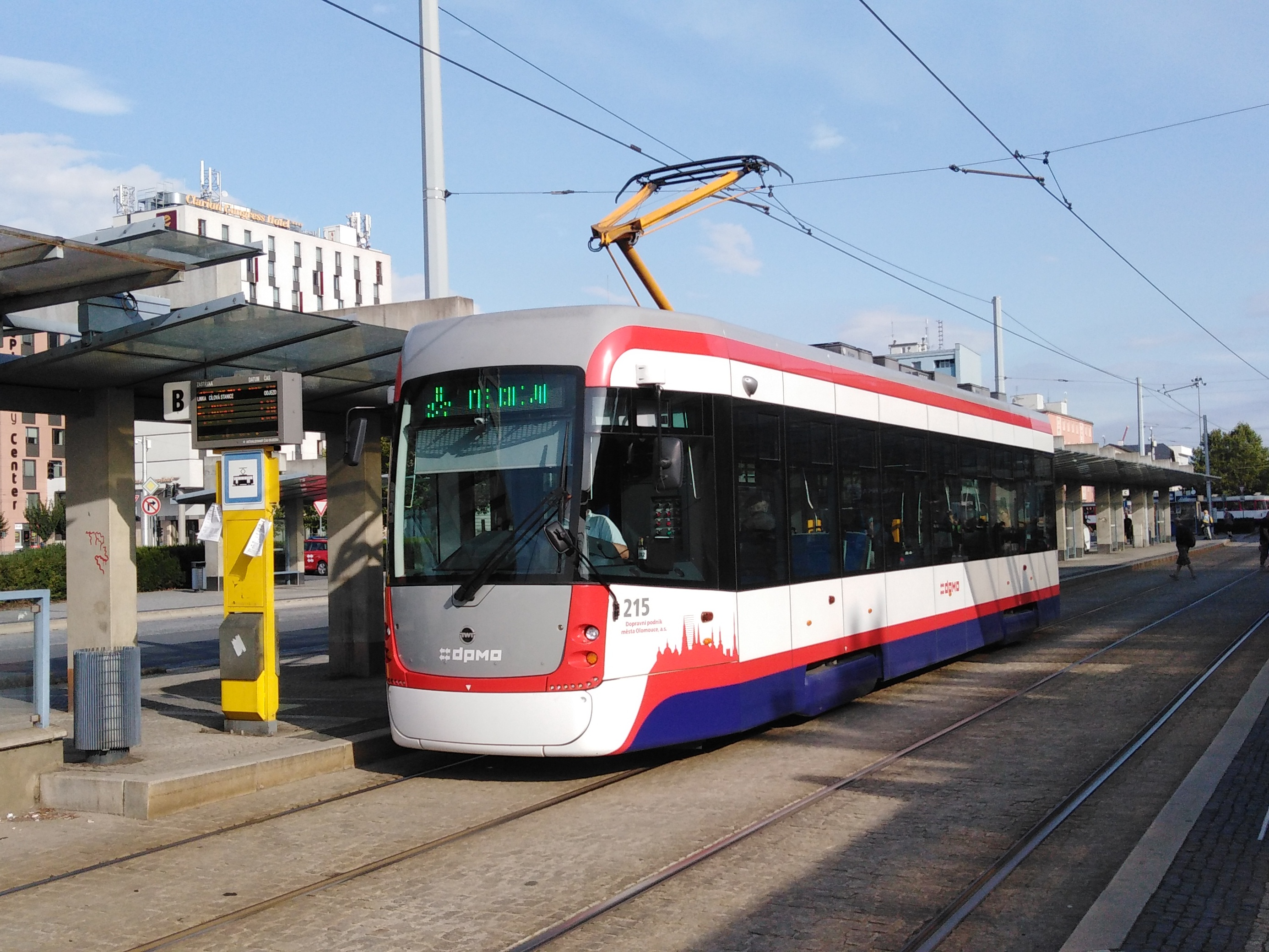
Vůz EVO1 v Olomouci
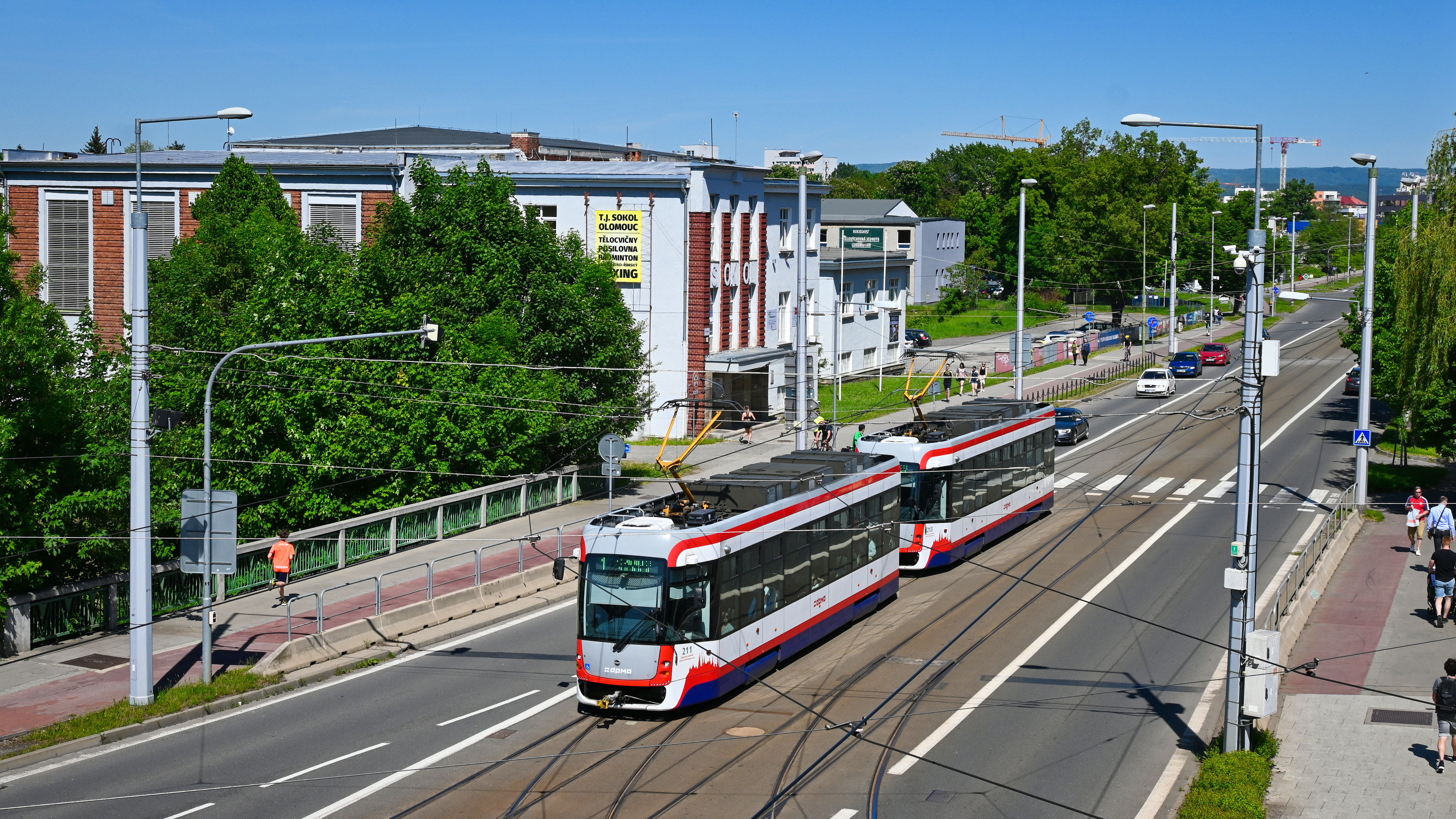
Olomoucká souprava tramvají EVO1
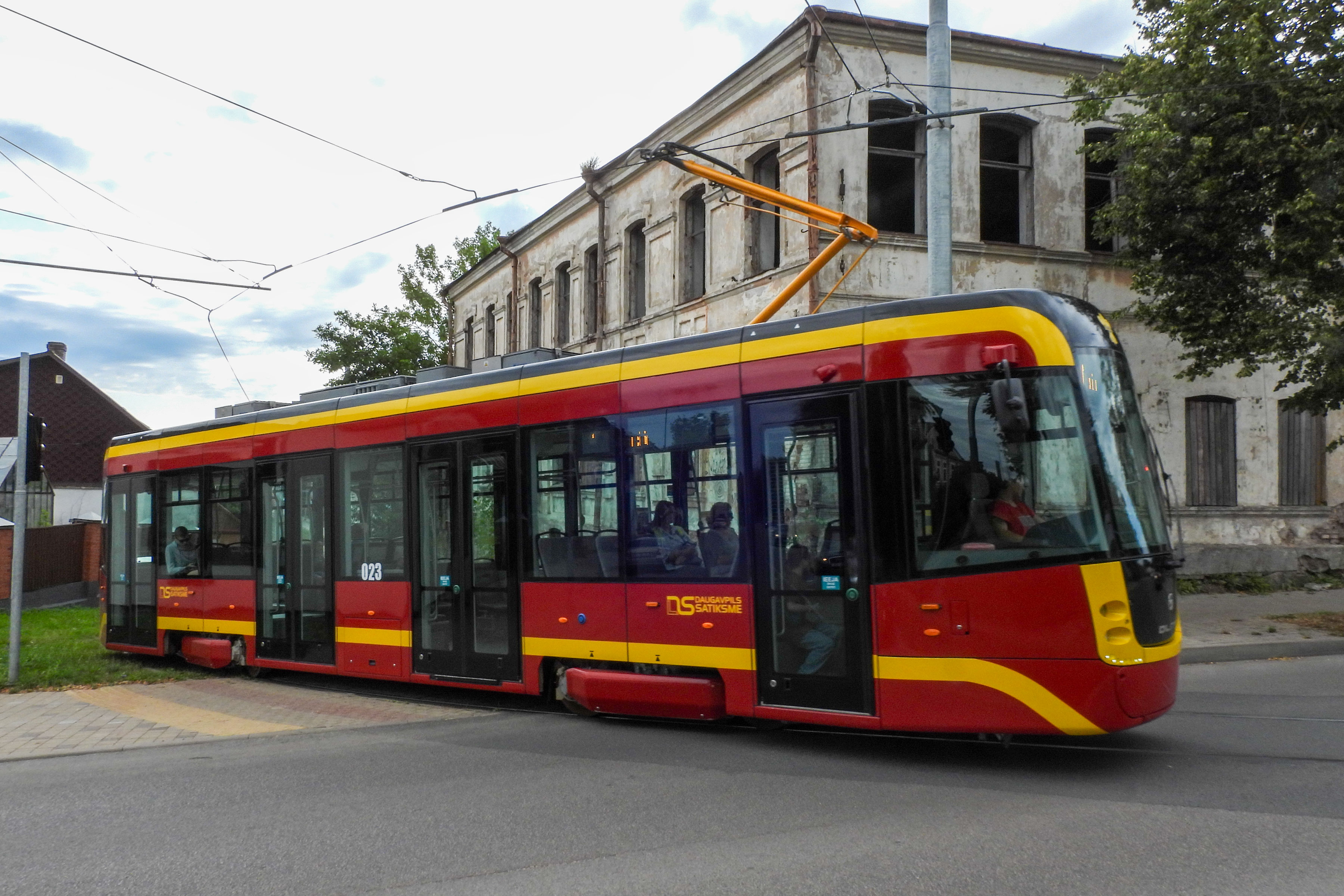
Vůz EVO1 v Daugavpils